# Ladislav Polić
Ladislav Polić (Károlyváros, 1874. október 29. – Zágráb, 1927. november 8.), horvát jogász, politológus, politikus, egyetemi tanár, a Zágrábi Egyetem rektora.

## Élete és munkássága
1874-ben született Károlyvárosban. Elemi és középiskoláit szülővárosában végezte, majd Zágrábban az egyetemen jogot tanult és 1899-ben doktorált. Mivel középiskolai és jogi tanulmányait kitüntetéssel végezte, lehetővé tette számára, hogy „sub auspiciis regis” jogi doktorrá léptessék elő. Tanulmányait külföldön folytatta. Közjogra szakosodva Németországban (Heidelberg), Ausztriában (Bécs) és Magyarországon (Budapest) tanult. 1902-ben a Zágrábi Egyetem Jogi Karának magántanára, 1908-tól pedig a karnak rendes tanára lett. Általános és horvát-magyar államjogot, valamint nemzetközi jogot tanított. Az 1910/1911-es tanévben a jogi kar dékánja volt. 1910-ben jogi szakértőként részt vett a horvát parlament törvényelőkészítő (választási törvény, vallási törvény, atb.) munkájában. Politológusként a jog- és államtudományi szemlélet jellemezte a jog lényegének és államban betöltött szerepének tematizálásában. „O razvoju demokratske misli” (A demokratikus gondolkodás fejlődéséről) című könyvében a demokrácia eszméjének fejlődéséről írt Arisztotelésztől a kortárs felfogásokig.
Polić 1918 után vált politikailag aktívvá. Az első világháború után a Starčević-féle Jogpárt és a Progresszív Demokrata Párt összevonásával 1919. július 17-én Zágrábban megalakult a horvát értelmiségiek és gazdagabb polgárok pártja, a Horvát Közösség pártja, melynek egyik vezetője lett. Ennek a pártnak Ivan Lorković, Mato Drinković, idősebb Ante Pavelić, Matko Laginja, Ivan Peršić és Đuro Šurmin mellett egyik alapítója volt.
1919 és 1920 között a Zágrábi Egyetem rektora, ezt követően pedig rektorhelyettes volt.  A horvát hazafias attitűdök miatt (támogatta Radić republikanizmusát) a Szerb-Horvát-Szlovén Királyság idején a nagyszerb hegemonisták üldözték. A második rektori ciklus elején, 1924. november 18-án Svetozar Pribićević akkori oktatási miniszter az egyetem két másik vezető professzorával együtt nyugdíjazta és menesztette a zágrábi egyetemről. Az egyetem szenátusa nem kívánt újabb rektort választani, így az egyetem élére Stjepan Zimmermann rektorhelyettes került. Polić így az 1924/1925-ös tanévben rektor maradt.
1920-ban a Hágai Nemzetközi Bíróság tagja volt. 1924-ben a Szerb-Horvát-Szlovén Királyság küldötte volt a Népszövetségben. 1925/26-ban a Szerb-Horvát-Szlovén Királyság nemzetgyűlésének tagja volt. Akkoriban a Horvát Föderalista Párt egyik vezetője volt. 1921 és 1927 között a Zágrábi Jogi Társaság elnöke volt. 1913-tól 1920-ig szerkesztette a társaság a havonta megjelenő magazinját.

## Főbb művei
- Zakon i sankcija, Tiskom Dioničke tiskare, 1903.
- Povijest modernoga izbornoga zakonodavstva hrvatskoga, 1908.
- O razvoju demokratske misli, Odbor za pučka predavanja, 1918.
- O nacrtima ustava, 1921.
- Izborni zakon za Narodnu skupštinu, 1922.
- Zakoni i sankcije, 1923.
- O samoupravi i upravi gradskih općina, 1924.
- O novom projektu zakona o upravi i samoupravi gradova, 1927.

## Fordítás
Ez a szócikk részben vagy egészben  a   Ladislav Polić című horvát Wikipédia-szócikk ezen változatának fordításán alapul.  Az eredeti cikk szerkesztőit annak laptörténete sorolja fel. Ez a jelzés csupán a megfogalmazás eredetét és a szerzői jogokat jelzi, nem szolgál a cikkben szereplő információk forrásmegjelöléseként.